# 비지
두부를 만들고 남은 찌꺼기로, 두부박(豆腐粕)이라 부르기도 한다. 콩을 불려 갈아서 끓인 음식은 콩비지 또는 되비지라 하는데, 이를 줄여서 "비지"로 부르기도 하며, 조선민주주의인민공화국에서는 녹두묵을 만들고 남은 찌꺼기를 "비지"라 부르기도 한다.

## 쓰임새

### 요리
보통 찌개를 끓여서 먹는다.

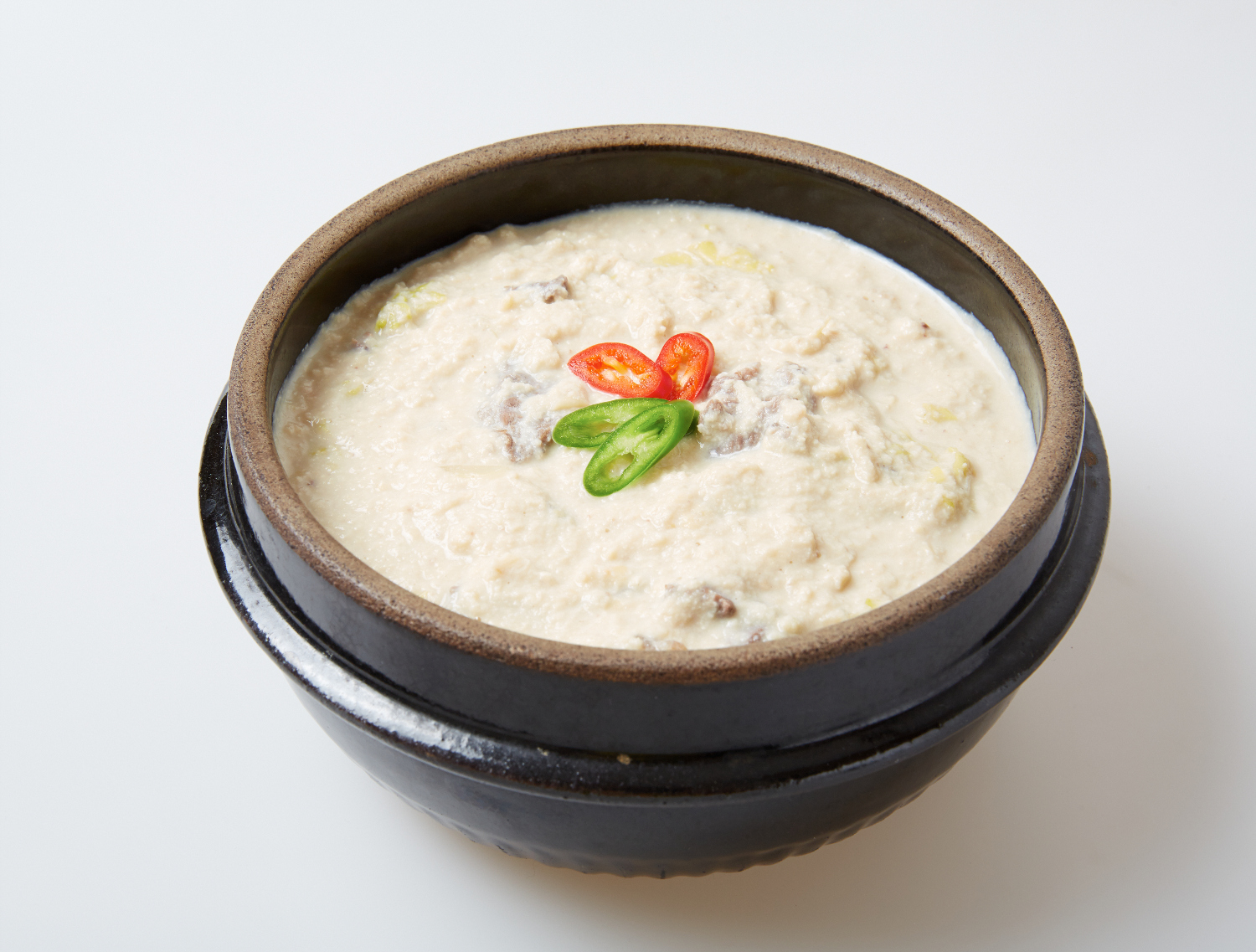
비지찌개
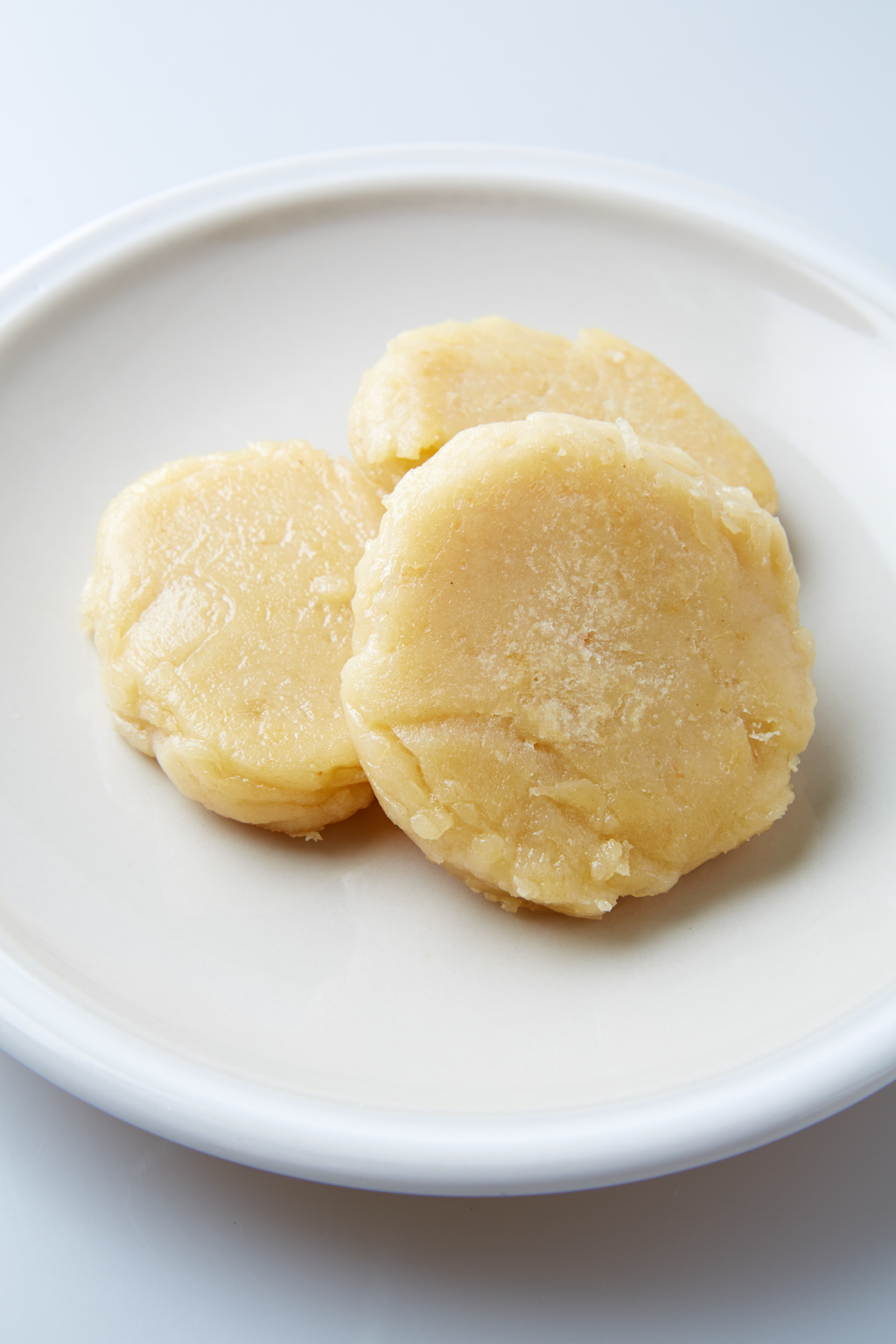
비지떡
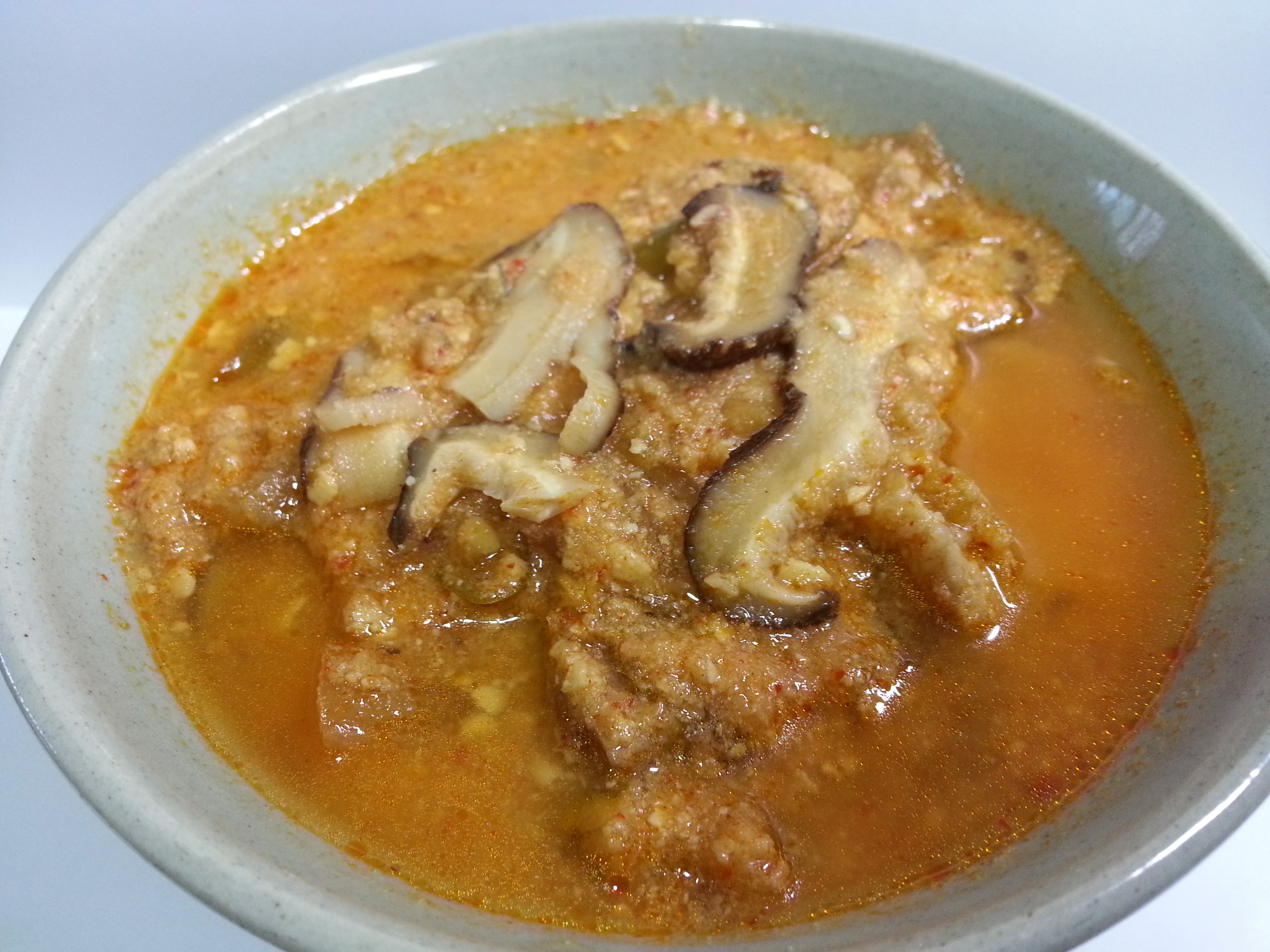
비지장

### 먹이
반추가축의 사료로도 쓰일 수 있다. 호기성 세균에 의해 부패가 쉽게 일어나므로 보관과 취급에 유의해야 한다.